# Typosyllis bifida
Typosyllis bifida är en ringmaskart som beskrevs av Hartmann-Schröder 1986. Typosyllis bifida ingår i släktet Typosyllis och familjen Syllidae. Inga underarter finns listade i Catalogue of Life.